# Konawa
La ville de Konawa est située dans le comté de Seminole, dans l’État de l’Oklahoma, aux États-Unis. Sa population s’élevait à 1 298 habitants lors du recensement de 2010, estimée à 1 290 habitants en 2015.

## Source
- (en) Cet article est partiellement ou en totalité issu de l’article de Wikipédia en anglais intitulé « Konawa, Oklahoma » (voir la liste des auteurs).